# 国際ハンドボール連盟
国際ハンドボール連盟（こくさいハンドボールれんめい、英語: International Handball Federation、略称:IHF）は、ハンドボールの国際競技連盟。本部はスイスのバーゼルにある。

## 歴史
前身は1928年の国際アマチュアハンドボール連盟（IAHF）であり、当時は11人制と7人制ハンドボールを統括していた。日本は日本陸上競技連盟（NRR、のちのJAAF）が加盟している。のちに日本送球協会が加盟する。1936年ベルリンオリンピックのハンドボール競技をIAHFが管轄し実施された。2年後にはIAHF主催による初の世界選手権が開催。しかし、戦後の1946年に7人制ハンドボールで盛んであったデンマークやスウェーデンなどがIHFを設立、IAHFは実質解散に追い込まれた。

## 主催大会
- 世界男子ハンドボール選手権
- 世界女子ハンドボール選手権
- 世界ジュニア男子ハンドボール選手権
- 世界ジュニア女子ハンドボール選手権
- 世界ユース男子ハンドボール選手権
- 世界ユース女子ハンドボール選手権
- スーパーグローブ
- 世界ビーチハンドボール選手権
- 車椅子ハンドボール世界選手権